# FEB Eredivisie 1978-1979
La FEB Eredivisie 1978-1979 è stata la 34ª edizione del massimo campionato olandese di pallacanestro maschile. La vittoria finale è stata ad appannaggio dell'EBBC Den Bosch.

## Risultati

### Stagione regolare
|     | Squadra             | G  | V  | P  | PF   | PS   | Pt. | Qualificazione          |
| --- | ------------------- | -- | -- | -- | ---- | ---- | --- | ----------------------- |
| 1.  | EBBC Den Bosch      | 36 | 31 | 5  | 3604 | 2933 | 62  | playoff                 |
| 2.  | Leida               | 36 | 30 | 6  | 3629 | 3132 | 60  | playoff                 |
| 3.  | Donar Groningen     | 36 | 25 | 11 | 3560 | 3357 | 50  | playoff                 |
| 4.  | Rotterdam-Zuid      | 36 | 25 | 11 | 3513 | 3305 | 50  | playoff                 |
| 5.  | BOB Oud-Beijerland  | 36 | 15 | 21 | 3453 | 3610 | 30  |                         |
| 6.  | Canadians Amsterdam | 36 | 14 | 22 | 3229 | 3222 | 28  |                         |
| 7.  | Flamingo's Haarlem  | 36 | 12 | 24 | 3070 | 3372 | 24  |                         |
| 8.  | DBV Rowic           | 37 | 11 | 26 | 3451 | 3706 | 24  | spareggio retrocessione |
| 9.  | Punch Delft         | 37 | 10 | 27 | 3389 | 3750 | 20  | spareggio retrocessione |
| 10. | Amstelveen          | 36 | 8  | 28 | 3029 | 3540 | 16  | retrocesso              |

### Spareggio retrocessione
| Squadra 1 | Risultato | Squadra 2   |
| --------- | --------- | ----------- |
| DBV Rowic | 89 - 87   | Punch Delft |

### Playoff
|  | Semifinali | Semifinali      | Semifinali |       |    | Finale         | Finale | Finale |  |
|  |            |                 |            |       |    |                |        |        |  |
|  | 1.         | EBBC Den Bosch  | 2          |       |    |                |        |        |  |
|  | 1.         | EBBC Den Bosch  | 2          |       |    |                |        |        |  |
|  | 4.         | Rotterdam-Zuid  | 0          |       |    |                |        |        |  |
|  | 4.         | Rotterdam-Zuid  | 0          |       | 1. | EBBC Den Bosch | 2      |        |  |
|  |            |                 |            |       | 1. | EBBC Den Bosch | 2      |        |  |
|  |            |                 | 2.         | Leida | 0  |                |        |        |  |
|  | 2.         | Leida           | 2.         | Leida | 0  | 2              |        |        |  |
|  | 2.         | Leida           |            |       |    |                |        |        |  |
|  | 3.         | Donar Groningen | 0          |       |    |                |        |        |  |

| Eredivisie 1978-1979     |
| ------------------------ |
| EBBC Den Bosch 1º titolo |

## Formazione vincitrice
| N° | Naz.                   | Ruolo | Sportivo         |  | Alt. |  |
| -- | ---------------------- | ----- | ---------------- |  | ---- |  |
|    | Paesi Bassi (bandiera) | AG    | Kees Akerboom    |  | 207  |  |
|    | Stati Uniti (bandiera) | C     | James Lister     |  | 208  |  |
|    | Stati Uniti (bandiera) | A     | Charles Kirkland |  | 196  |  |
|    | Paesi Bassi (bandiera) |       | Dan Cramer       |  | 188  |  |
|    | Paesi Bassi (bandiera) | All.  | Ton Boot         |  |      |  |

## Premi e riconoscimenti
- MVP dell'anno:  James Lister, EBBC Den Bosch
- Rookie dell'anno:  René Ridderhof, DBV Rowic
- Allenatore dell'anno:  Ton Boot, EBBC Den Bosch
- Quintetto ideale:
  -  Mitchell Plaat, Leida
  -  Art Collins, Leida
  -  Jimmy Moore, DBV Rowic
  -  James Lister, EBBC Den Bosch
  -  Mike Schulz, BOB Oud-Beijerland
- Quintetto difensivo:
  -  Renso Zwiers, Donar Groningen
  -  Jimmy Woudstra, Leida
  -  Charles Kirkland, EBBC Den Bosch
  -  Dan Cramer, EBBC Den Bosch
  -  James Lister, EBBC Den Bosch